# Tibor Schulek
Dans le nom hongrois Schulek Tibor, le nom de famille précède le prénom, mais cet article utilise l’ordre habituel en français Tibor Schulek, où le prénom précède le nom.
Tibor Schulek (1904-1989) est un prélat protestant hongrois, docteur en théologie et historien de la littérature.

## Biographie
Il étudie entre 1913 et 1918 auprès des Frères moraves de Niesky, en Allemagne. Entre 1918 et 1920, il étudie à Rimaszombat puis à Budapest où il obtient son diplôme de fin d'études secondaires en 1922. Il étudie la théologie à Budapest de 1922 à 1924, puis à Sopron jusqu'en 1925 et enfin à Leipzig jusqu'en 1926.
Il obtient en parallèle un diplôme d'enseignant de hongrois-allemand-anglais au sein de l'Université Loránd Eötvös. De 1926 à 1927, il travaille comme enseignant à Niesky. Il fait un voyage d'étude en Angleterre et au Pays de Galles en 1927. Il travaille de 1927 à 1930 comme secrétaire de l'"Association hongroise des étudiants chrétiens évangéliques" (MEKDSZ). Il obtient en 1928 à Sopron un diplôme de pasteur luthérien. À partir de 1934, il est l'un des rédacteurs en chef de la revue "Foi chrétienne" (Keresztyén Igazság). Il obtient en 1938 un doctorat de théologie à Pécs. Il devient en 1940 un membre du conseil d'administration de la "Société littéraire protestante hongroise". Il est entre 1948 et 1963 pasteur de Komárom et doyen du diocèse luthérien de Fejér-Komárom entre 1951 et 1953. Sur fond de régime communiste, il démissionne le 27 août 1953. Le 1er janvier 1963, le tribunal ecclésiastique le condamne à une vacance, jugement qui n'est déclaré nul et non avenu qu'en décembre 1988 où il est officiellement réhabilité.
À la suite de sa révocation, il devient membre du Groupe de recherche sur l'Humanisme et la Réforme de l'Institut de littérature de l'Académie hongroise des sciences. Ses articles et études sur la littérature hongroise ancienne, sur le thème des prières et des hymnes, ont été publiés dans des revues nationales et étrangères, ecclésiastiques et scientifiques. Il est enterré à Visegrád.

## Ouvrages
- Péter Bornemisza, 1535-1584, Budapest-Győr-Sopron, 1939
- Prières hongroises anciennes, Győr, 1941
- Miroirs du passé de la famille Schulek, Kosice, 1943
- Vieux chants divins hongrois, Imre Sulyok, Győr, 1945
- Cantates et chants !, Győr, 1950
- Louanges divines dans l'Église chrétienne, Várad, 1566, Budapest, 1975
- Souvenir tardif de la fondation de l'Église luthérienne hongroise en Transylvanie il y a cent ans, Diakozia, 1989
- Luthériens hongrois en Roumanie, Diakozia, 1989

## Sources, bibliographie
- Magyar életrajzi lexikon, Vol IV 1978–1991 (A–Z) dirigé par Ágnes Kenyeres, Akadémiai, Budapest, 1994  (ISBN 963-05-6422-X)
- Magyar Elektronikus Könyvtár (MEK)  ;
- István Botta: Dr. Schulek Tibor 1904-1989, Keresztyén Igazság, 1989
- István Herényi: Az evangélikus egyház az egyháztörténet tükrében 1945-1990, Velem, 1991
- József Borovi: A magyar tábori lelkészet története, Budapest, Zrínyi Kiadó, 1992
- László Kecskés: Komárom irodalmi élete. Tatabánya, Komárom Megyei Tanács VB, Hazafias Népfront Honismereti Bizottsága, 1979
- Révai új lexikona XVI. (Rac–Sy). Főszerk. Kollega Tarsoly István. Szekszárd: Babits. 2005.  (ISBN 963-955-626-2)
- Új magyar életrajzi lexikon, Vol. V (P–S) dirigé par László Markó. Magyar Könyvklub, Budapest 2004.  (ISBN 963-547-414-8)
- Új magyar irodalmi lexikon, Vol. III (P–Zs) dirigé par László Péter, Akadémiai, Budapest, 1994.  (ISBN 963-05-6807-1)
- Vilma Thurnay-Schulek: Édesapánk, Dr. Schulek Tibor, Ordass Lajos Baráti Kör, Budapest, 2006   (ISBN 963 87269 0 3)